# ワールドエンドクルセイダーズ
『ワールドエンドクルセイダーズ』は、原作・biki、漫画・不二涼介による日本の漫画。『週刊少年マガジン』（講談社）にて、2017年28号から2018年1号までで連載された。

## 登場人物

### 主要人物
桂 しるし（かつら しるし）
本作の主人公。内閣総理大臣である父を追うため最年少で衆議院議員になったIQ230の天才議員。蠑螈によって父を失ったことがきっかけで臨時の防衛大臣として神が仕掛けたデスゲームに身を投じる。蠑螈撃破後はアメリカ大統領首席補佐官を務める母の命でターコイル討伐のためリラたちや自衛隊の精鋭7人と共にアメリカへ向かう。その後、神によってリラの命を人質に取られ3日以内にターコイルを討つことになるが、解錠周期を過ぎれば自滅することを突き止めるも、ゴア、カルロスの2人を失いながら、昴の捨て身の解錠でターコイル撃破とリラの解放を両方成し遂げる。そして、嘘の人口を操作するため、リラたち3人と共に北極圏に向かい、日付変更線をまたいで能力を使いながら、生き残った人間たちを各国政府と連携し地下空間へ避難し、避難完了すると自ら仮死状態となり神を欺くことでデスゲームを終わらせた。1年後リラとの間に子供をもうけ、世界政府の首席宰相に就任した。
VICTIM「真っ黒な嘘（まっくろなうそ）」
1日3回魔人が描かれたコインでコイントスができる。1枚目の骸骨の魔人は成功率50％で裏になるとしるしの体の一部が失う。2枚目の魔女は1枚目よりは成功率がよくかなりの確率で表にできる。3枚目のライオン顔の魔人は成功率90％と2枚目よりは成功率がいい。1日周期でリセットされ失ったものが元通りになる。ただし、3枚目は特殊で裏になった場合は元通りにはできない。
代償は「悲しみの感情」。鍵穴は舌。
ラララ・リラ
本作のヒロイン。初登場時は神の五本指の＜薬指＞としてパリで破壊活動をしていた。しるしを知ったことで神の手引きで日本に来た。しるしとの出会いが人類を滅ぼす側から守る側に転じることとなる。蠑螈については「最低」と言い放つなど仲が悪いが、その一方で五本指としての仲間だったターコイルが自分と同類と知り自ら作ったブラックホールに幽閉させるなど仲間想いの一面を持つ。蠑螈撃破後はアメリカに向かうが、ターコイル討伐のヒントを与えるためにしるしの前に現れた神により裏切りのペナルティを兼ねる形で自らの命を人質にされるが、昴の捨て身の解錠により解放された。その後はしるしに従い北極圏へ向かい、生き残った人間たちが地下空間へ避難するとしるしたちと共に仮死状態となり、神を欺いた。仮死状態の最中にナジャと犬山くんが神に消されたため、五本指の中で唯一生き残り、1年後にしるしとの間に子供をもうけた。
ある貧しい村の出身で、自分の王子様を見つけてハッピーエンドを迎えることを望んでいたが、神にスカウトされ五本指になった過去を持つ。
VICTIM「重力魔術師（グラビティコントローラー）」
重力の引力と斥力を自在に操作できる。使用者である本人も能力で浮くことができる。五本指を抜けた後はしるしから教わった力の使い方で引力を1点集中させ、即席のブラックホールを生み出すが、本人いわく集中力がないから一瞬しか出せないとのこと。
代償は「1日に活動した記憶」。右手に「人類ほろぼす」と書かれていたのもそのため。代償を知ったしるしによって「ポケットの中の写真」に書き換えられた。鍵穴は胸元。
桂 とおる（かつら とおる）
しるしの兄。しるしとは対照的に熱血漢があふれるが、蠑螈撃破後に面会した菊花との出会いを通じて彼女を守ることになる。その後は、しるしと共にアメリカ・北極圏へと渡り歩きデスゲームを終了した。全てが終わった後は菊花と共に神の手で統合された大地を渡り歩いている。
八尋 菊花（やひろ きっか）
蠑螈によって父と妹を失ったことで蠑螈への憎悪を募らせていたが、彼を撃破したしるしの兄・とおるを通じてデスゲームへの参加を決意する。以降、しるしと共にアメリカ・北極圏へと渡り歩きデスゲームを終了した。全てが終わった後は代償となった左腕がもとに戻り、とおると共に神の手で統合された大地を渡り歩いている。
VICTIM「二色鬼（にしょくおに）」
見えない壁を作り万物を拒む「拒絶の鬼」と見えない刃で敵を切り裂く「断絶の鬼」を自在に操る。ただし、拒絶の鬼は耐久面の心配、断絶の鬼は射程距離の短さが欠点となるが、拒絶の鬼は防御力の良さ、断絶の鬼は強力な攻撃力という長所を併せ持っている。
代償は「左腕」。鍵穴は額の真ん中。
九条 凛（くじょう りん）
アメリカ編から登場する大統領首席補佐官でしるし・とおるの母。蠑螈を撃破した翌日にターコイル討伐のためにしるしを招集する。ターコイル撃破後は大統領と共に生き残った人間たちを地下空間へ避難するよう誘導し、自らも地下空間へ避難しデスゲームを早期に終わらせることに成功する。全てが終わった後亡き元夫の墓参りを兼ねて初孫の顔を見せに来た。

### 神サイド
神（かみ）
デスゲームを主催した一つ目に口が付いた異形の人間。初日にリラを含めた五本指の登場を予告し、100日までに人類が1人でも生き残れば勝利となるが、全滅すれば五本指の物になると脅す。しかし、五本指以外の人間にVICTIMを与えたり、ターコイル討伐のためにしるしにヒントを与え、裏切ったリラを3日間の猶予で命を人質にするも、ターコイルが死亡するや否やリラを解放するなどつかみどころのない性格。目的は有能な人間をデスゲームを通じて選別すること。しかし、ナジャと犬山くんが強敵であることをしるしに伝えたことが仇となってしまい、しるしの策略によりデスゲームを終わらせてしまう。そのことを知らずにナジャと犬山くんを粛清し、しるしのもとに出向いたころには、しるしの策でデスゲームを終わらせたことを悟る。その後、選別でも滅亡でもない第3の選択肢を選んだと絶賛し太平洋に大陸を統合し彼のもとを去った。
VICTIM「re.make（リ・メイク）」
創造が及ぶ範囲で世界の設定を物理的な制約を超えて自在に作り変えることができるVICTIMのオリジナルといえる能力。ただし、「re.make」自体は全知全能ではないらしく、他のVICTIMが干渉してしまうと機能しなくなる欠点をはらんでいる。例えば、残り人数のカウンター表示は生き残っている人間の人数ではなく地上にいる人間の人数を表記しているに過ぎない。その上、アナウンスのタイミングが現地時間での日付変更時だったため、それを逆手に取ったしるしにカウンター表示を改ざんされている。

#### 神の五本指
蠑螈（いもり）
神の五本指の＜小指＞。スキンヘッドに入れ墨が入っているのが特徴の大男。初日は内閣総理大臣・桂一兵衛を能力を駆使して間接的に殺害。とおるをも操ってしるしを殺害しようともくろむが、VICTIMを得たしるしによってのされてしまう。その後は、犬山くんによって裏解錠したことで新たな能力を得る。その能力でしるしたちを追い詰める。その後、朝霞駐屯地を襲うが、裏切ったリラの加勢により失敗。最後はしるしが放った銃弾により脳天を撃ち抜かれ死亡した。
父親がマフィアに殺され、生きる希望を失ったが、死を欲している女性と出会い心の空洞を埋めることに執着するようになる。しかし、父親を殺したマフィアが女性との間にできた子供を惨殺したことで吹っ切れ女性の言葉によって彼女を介錯した後、マフィアを惨殺。神にスカウトされ現在に至った。
VICTIM「ゲラゲラ」
笑い声を媒介として、他人の脳に自分の意識をコピーし自在に操る。コピーが発する笑い声でも有効だが、両耳でないと効果が発揮されないことと普段はコピーとリンクしていないことの2点の欠点を持つ。
裏解錠は「六道 外羅外羅（ろくどう ゲラゲラ）」で、大きさを変える「地獄道」、物の位置を変える「餓鬼道」、対象の動きを変える「畜生道」、物の硬度を変える「修羅道」、物の形状を変える「人間道」、対象の時間を変える「天道」と人差し指の延長線上に対して能力を発動できる（拳を握ったままでも発動可能だが、対象に指をさして発動することが多い。）が、1対象にしか効果が発揮されない。
代償は「言葉のしゃべり方」。裏解錠の代償は「五感」。鍵穴は右目。
ラララ・リラ
#主要人物の項を参照。
ターコイル・G・シャドー
神の五本指の＜中指＞。怪物のような姿をしているが、VICTIMによって姿を変えられていたため、素顔は車いすに乗った男。リラ同様神によって強制的に人類を滅ぼす側として参加している。ニューヨークを壊滅した後、アラスカへ向かいゴアと対決。第2形態になったところでゴアに退却するよう勧めた。最終決戦で第2形態なった後、リラが生み出したブラックホールに吸い込まれるも、さらなる形態になってゴア、カルロスを葬るが、解錠した昴の能力に翻弄され自滅。彼に感謝して散った。
VICTIM「暴走する魔獣（バズーカ）」
第1形態は鋭い爪が生えた怪物でいかなる重火器・核兵器をもってしても再生する不死身さを持っている。解錠周期は30分でそれを過ぎると死亡するもろ刃の剣である。第2形態「Mode of "Berserk"（モード・オフ・バーサーク）」は胴体に顔を持った鬼のような姿をし、最終形態「Mode of "Omega"（モード・オフ・オメガ）」は骸骨の顔を持った姿で対象に風穴を開けさせることができる。
本人曰く、このVICTIMは自ら望んだものではなく、解錠した瞬間から魔獣がターコイルを乗っ取り、すべてを灰にするまで止まらないとのことで、ターコイル自身ではなく魔獣そのものが五本指といえる存在であることをうかがえる。
代償は「自らの心臓」。鍵穴は左胸。
ナジャ
神の五本指の＜人差し指＞。全身裸の金髪の美女。世界に対するルサンチマンとして神に選ばれたと自負しており、能力を駆使しオーストラリアを壊滅した後、アメリカ西海岸を火の海に変え、その後、ワシントンを占拠した。しかし、しるしの策によりデスゲームを終わらせたことで滅ぼした後の世界を見たくないと発言したため神に消された。
VICTIM「溶ける苦悩（シュールレアリズム）」
あらゆるモンスターを生み出すことができる。
代償は不明だが、鍵穴は臍部。
犬山くん（いぬやまくん）
神の五本指の＜親指＞。狐面をかぶった和装の少年で、いつも骨壺を持っている。世界を壊せば心が乾くなど欲深い性分で、中国・インド・ベトナムなどアジア大陸を壊滅し、アフリカ大陸に手を伸ばすも、しるしの策でデスゲームを終わらせたことでその後の世界には興味がないと発言したため神に消された。
VICTIM名は不明だが、対象を溶かしたり、自らの分身を増やす能力であると思われる。

### 人類側の解錠者たち
ショーン・D・カルロス
アメリカ陸軍第一機甲師団大佐。四つの異なる効能を持った薬物を摂取し超人的な力を発揮するVICTIMの持ち主。最初のターコイルとの邂逅で歯が立たなかったが、唯一生還を果たすも、神に肉体を乗っ取られ、リラの命を人質にされてしまう。ターコイルとの最終戦で自らの能力で16人の分身を作り優位に立つが、ターコイルの第3形態になった時に事態は一変、悔しさをこみ上げながらも体制を整えるため一時退却を決断するが、間に合わずターコイルに殺された。
VICTIM「四つの覚醒玉（クレイジーボール）」
四つの異なる効能を持った薬物を出現し、摂取することで超人的な力を手にできる能力。自身の速度を上げるダイヤマークの「Speed ball（スピードボール）」。分身を作り出すクラブマークの「Body ball（ボディボール）」。服用した他の効能を4倍にする「Effect ball（エフェクトボール）」（スペードマークかハートマークのどちらか）の3つが確認されている。
代償は不明だが、鍵穴は左手のひら。
ラファエル・ゴア
アメリカ陸軍第7歩兵師団少佐。2回目のターコイルとの邂逅で情報収集を兼ねて戦闘するが、第2形態になったターコイルに撤退するよう勧められたことで撤退を余儀なくされる。ターコイルとの最終決戦で足止めに成功しリラのブラックホールに幽閉することに貢献した矢先、第3形態となったターコイルに不意打ちされ死亡。
VICTIM「伝染する沈黙（ストーン・セラピー）」
VICTIM使用者である本人や石化した物体に触れれば石化し伝染することができる。
代償はVICTIM名の通り「沈黙」で、飴玉をなめてないと生きられない身体となる。寝言もフルスロットルで発することができるため、菊花からエグいと称された。鍵穴は不明。
加賀 昴（かが すばる）
陸上自衛隊一等陸尉で中央即応集団S部隊所属。アメリカ遠征の際に自ら志願。彼女に手を出さないという条件で能力者となり神と一蓮托生となる。ターコイルとの最終決戦でゴア、カルロスと戦死し、高木を助けるために自らの命と引き換えに解錠を決意。その能力でターコイルを自滅させることに成功し、高木の目の前で消滅した。
VICTIM「最上の法則（インペリアル・ルール）」
『時間』を『速度』に変換する能力で、自分の人生の残り時間を自由に圧縮することで、現実の1秒を1時間にも1日にも引き伸ばし体感することも可能。例えば使用者が投げた石ころも、亜光速で投げることで空気中の分子が石ころの表面にある分子と衝突し核融合反応を起こし、たった100ナノ秒の間、敵を太陽と同等の猛火に包まれる。
代償は「自らの命」。鍵穴はうなじ。

### 解錠者以外の十字軍

#### 日本
高木 紅（たかぎ こう）
航空自衛隊二等空尉で情報本部統合情報部所属で、昴とは同期であり後述の出来事が原因で神に対し激昂するなどの恋人同士である。アメリカ遠征の際に選ばれた精鋭の1人。ブルーインパルスのパイロットを夢見て軍に志願したが、滑空機訓練でA判定が出るも、暗黙のルールが原因で挫折した過去を持つ。ターコイル討伐の際に第3形態となったターコイルの攻撃の余波を受けヘリから転落するが、自らの命と引き換えに解錠した昴に救われる。その後、ターコイルを倒した昴の消滅を見届けた。デスゲームが終わった後の世界政府のスピーチにも顔を出している。
中松 望（なかまつ のぞむ）
陸上自衛隊一等陸尉で中央即応連隊所属。リラとの遭遇で蠑螈の猛攻から救い出される。しかし、唯官房長官と会話し、その過程でリラを始末するかを協議するが、その話をリラが聞いてしまったことで一度は仲違いを引き起こしてしまう。その後、蠑螈との最終決戦でリラの力が必要と諭され、共闘する。蠑螈撃破後はリラの手が必要なほど復旧に尽力する。
唯 勲（ただ いさお）
内閣官房長官。初日の閣議では外出していたため、閣僚の中では唯一生き残る。その後、リラを連れてきたしるしと面会し、蠑螈討伐を提案する。

#### アメリカ
ジョージ・D・ジガロ
アメリカ合衆国大統領。デスゲームが開始したことで核兵器ボタンを押すことを決意するが、アメリカ西海岸から侵攻したナジャによってホワイトハウスを含めたワシントンを乗っ取られ、アラスカへ避難する。日本からやってきたしるしたちを歓迎し、ターコイル討伐の具体案を協議する。ターコイル討伐後は早期終了を望むしるしたちを見送り、各国政府と連携しながら自らも地下空間へ避難する。すべてが終わった後は世界政府のスピーチには凛と共に姿を見せているほか、第3巻の巻末にある作者コメントの絵に描かれていたしるしとリラの結婚式にも顔を出している。

### その他の人物
桂 一兵衛（かつら いちべえ）
内閣総理大臣でしるし・とおるの父。閣議の際、唯官房長官を除いたほかの閣僚と共に蠑螈に操られた警官に殺害された。
筧 政宗（かけい まさむね）、羽生 勉（はぶ つとむ）、関 直人（せき なおと）、緒方 東次郎（おがた とうじろう）
一兵衛と共に蠑螈に操られた警官に殺害された閣僚たちで、筧は国家公安委員会委員長、羽生は文部科学大臣、関は防衛大臣、緒方は外務大臣。

## 用語
VICTIM（ヴィクティム）
本作に登場する能力の総称。解錠者は何らかの代償を支払い、鍵と鍵穴を得る。解錠周期は菊花は1時間、ターコイルは30分と人によって様々であるが、大概の解錠者は1日が解錠周期である。解錠者が持つ鍵は切断されても復元し、解錠者から100メートル以上離れても自動的に解錠者のもとに戻る。オリジナルは神が持つVICTIMで神が望んだものを適当に与えただけとのこと。

## 書誌情報
- biki（原作）・不二涼介（漫画）『ワールドエンドクルセイダーズ』 講談社〈講談社コミックスマガジン〉 全3巻
  1. 2017年9月15日発売[1]、ISBN 978-4-06-510198-8
  2. 2017年11月17日発売[2]、ISBN 978-4-06-510372-2
  3. 2018年1月17日発売[3]、ISBN 978-4-06-510757-7